# Акимбеков, Султан Магрупович
Султан Магрупович Акимбеков (3 марта 1964, Караганда) – казахстанский историк, политолог, востоковед.

## Биография
В 1987 году окончил исторический факультет Казахского государственного университета им. С.М. Кирова. Кандидат исторических наук (тема диссертации: «Афганский узел и проблема безопасности Центральной Азии», 1999 год.)
- В 1987—1989 гг. — стажер-исследователь Института социологии АН СССР,
- В1989—1992 гг. — аспирант Института социально-политических исследований РАН,
- В 1996—1997 гг. — политический обозреватель газет «Панорама», «Деловая неделя»,
- В 1997—1999 гг. — руководитель направления ИАЦ «Kazakhstan»,
- В 1998—2000 гг. — заведующий отделом Казахстанского института стратегических исследований при президенте Республики Казахстан,
- В 1999—2001 гг. — зам. главного редактора журнала «Континент»,
- В 2000—2009 гг. — главный редактор журнала «Континент»,
- В 2006—н/в - внештатный советник президента Республики Казахстан,
- В 2009—н/в — главный редактор журнала «Центр Азии»,
- В 2010—2011 гг. — директор Института мировой экономики и политики при Фонде первого президента Республики Казахстан[1],
- В 2011—2012 гг. — директор Центра политического анализа,
- В 2012—2013  гг. — директор Института азиатских исследований,
- В 2013—2017 гг. — директор Института мировой экономики и политики при Фонде первого президента Республики Казахстан[2][3],
- 2017 — н/в — Директор Института азиатских исследований.